# Tatsumi Iida
Tatsumi Iida (født 22. juli 1985) er en japansk fodboldspiller.
Han har spillet for flere forskellige klubber i sin karriere, herunder Tochigi SC, Yokohama FC og Kataller Toyama.